# Röhriger Wasserfenchel
Der Röhrige Wasserfenchel (Oenanthe fistulosa), auch Röhrige Pferdesaat oder Röhren-Rebendolde genannt, ist eine Pflanzenart aus der Gattung der Wasserfenchel (Oenanthe) innerhalb der Familie der Doldenblütler (Apiaceae). Sie ist eine Wasser- und Sumpfpflanze.

## Beschreibung

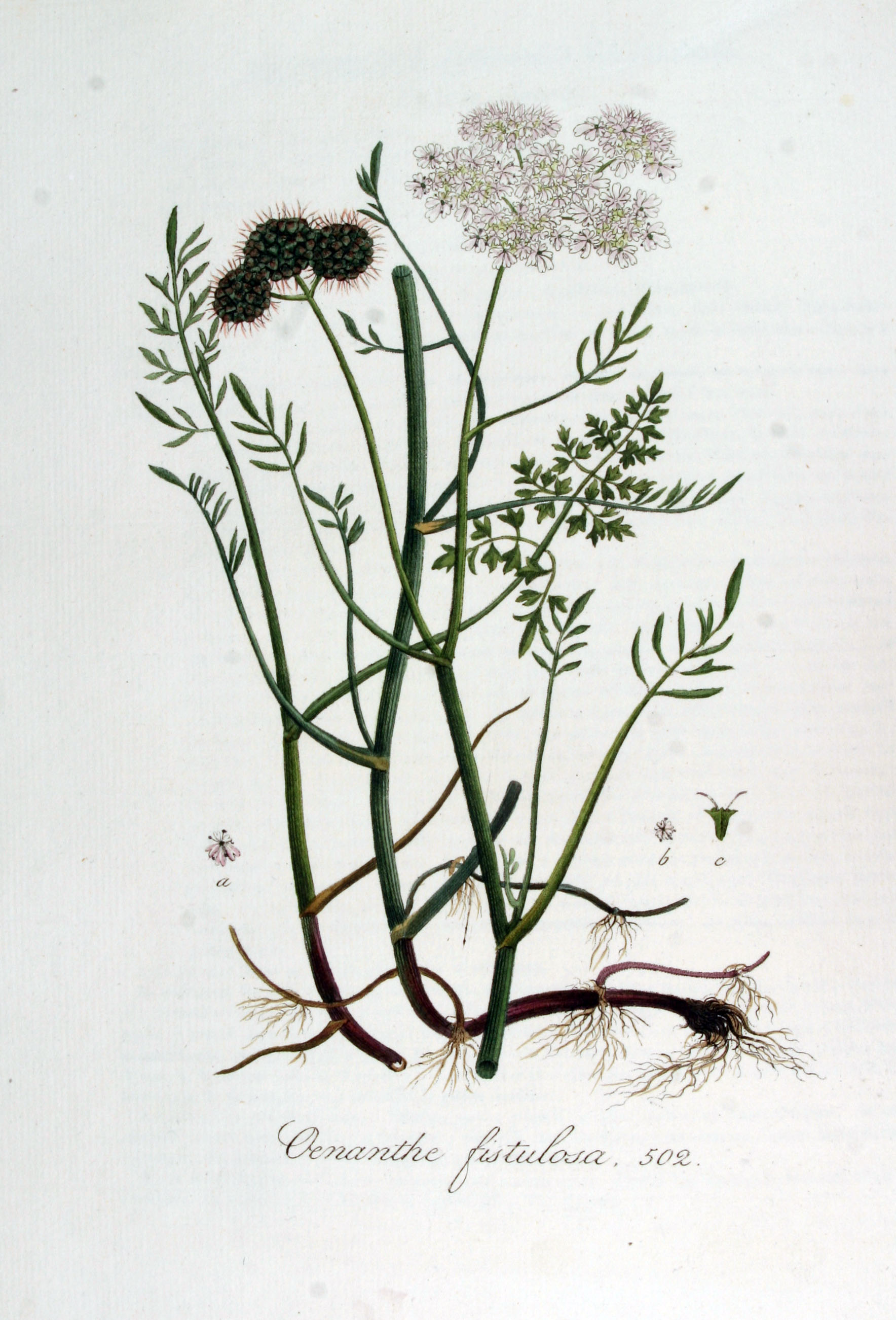
Illustration aus Flora Batava, Volume 7

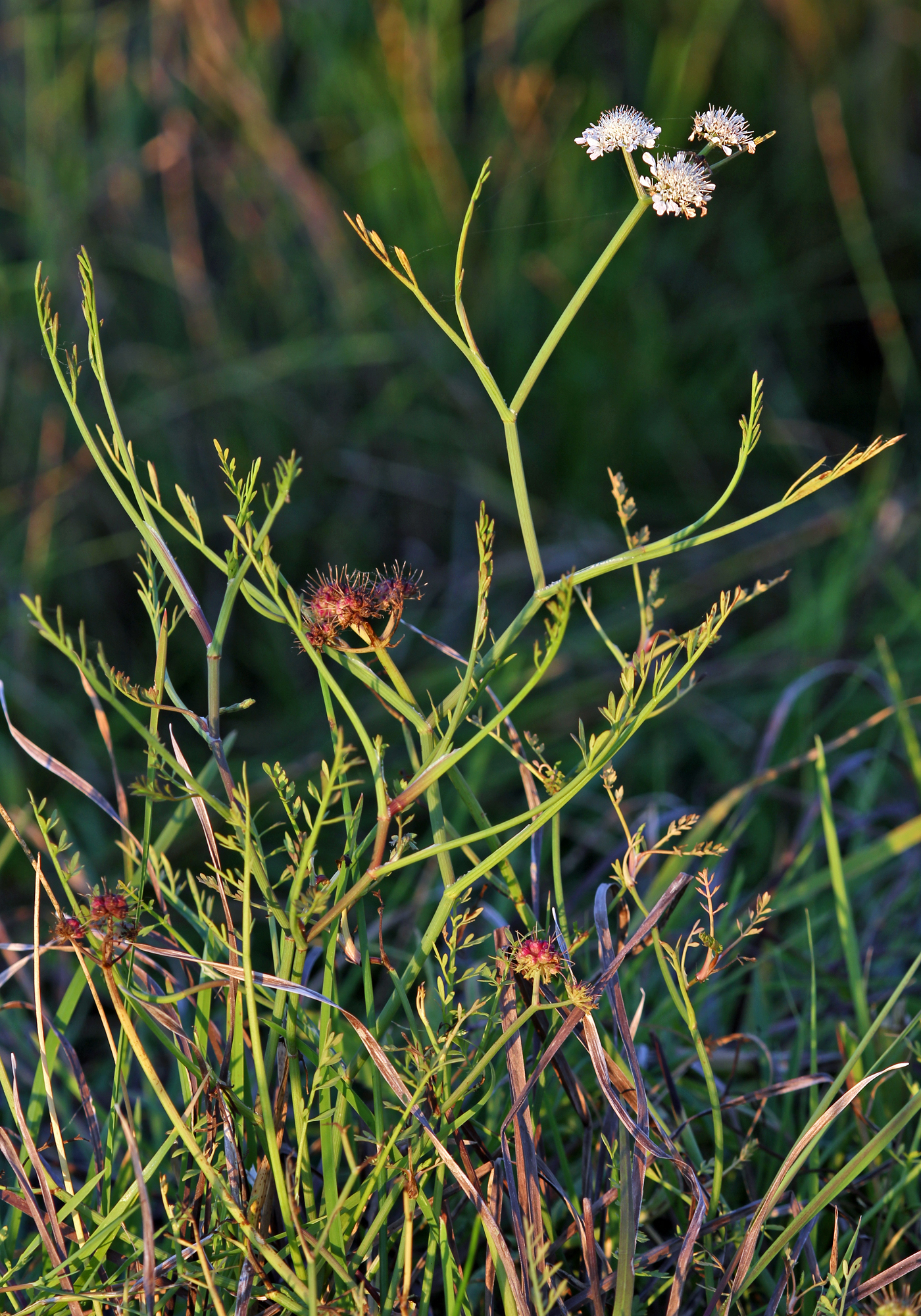
Habitus und Blütenstand

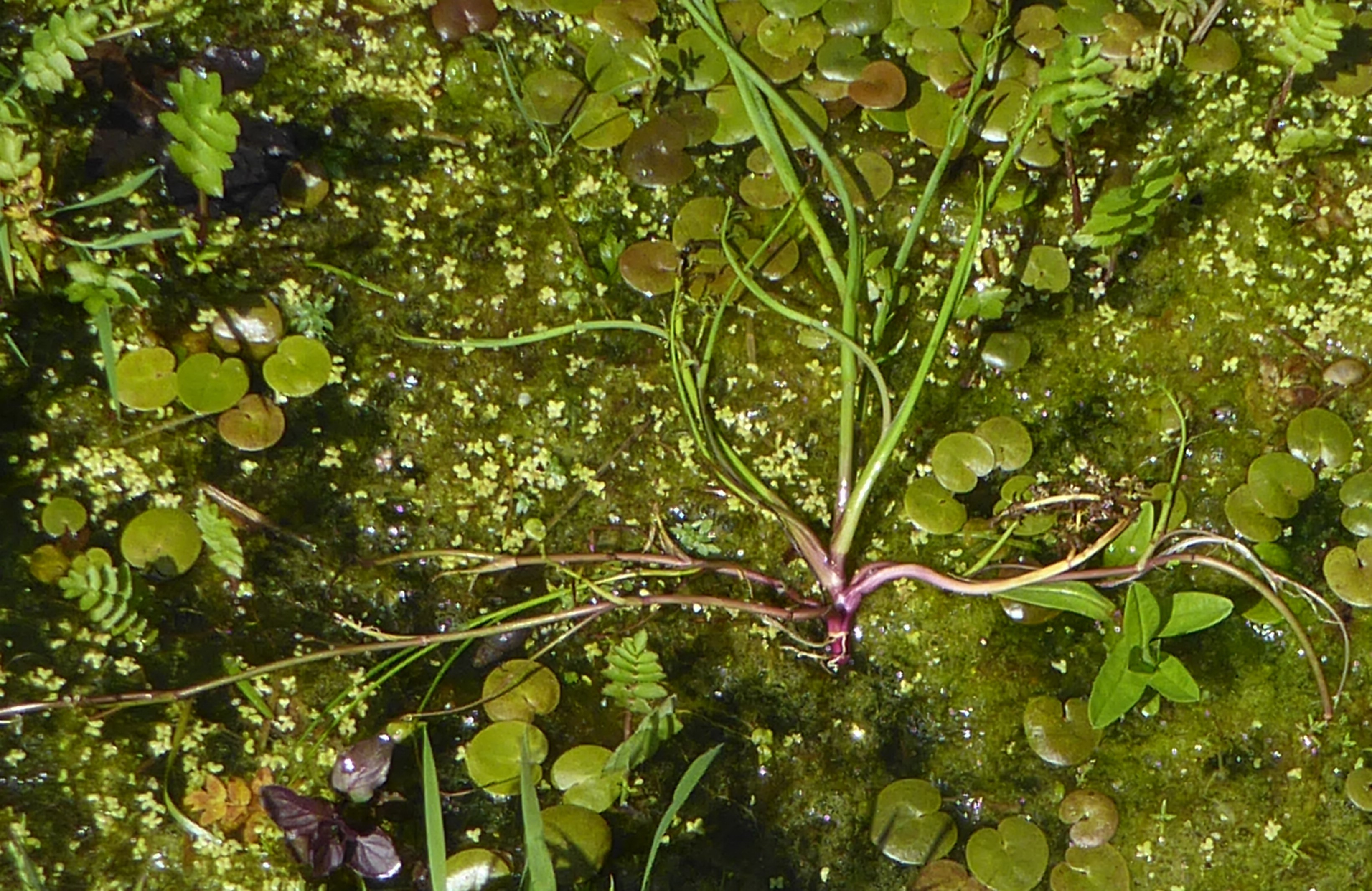
Vegetative Pflanzenteile

### Vegetative Merkmale
Der Röhrige Wasserfenchel wächst als ausdauernde krautige Pflanze und erreicht Wuchshöhen von 30 bis 60, selten bis zu 100 Zentimetern. Sie besitzt spindelförmige bis eiförmige Knollen. Die Stängel sind gestreift, hohl und dünnwandig und oft an den Knoten eingeschnürt. Sie sind aufrecht oder aufsteigend, oberwärts ästig verzweigt und an den untersten Knoten oft mit einem Kranz von Wurzelfasern versehen. Der Spross treibt kriechende, beblätterte und wurzelnde Ausläufer.
Die grundständigen und wechselständig am Stängel verteilt angeordneten Laubblätter sind in Blattstiel und Blattspreite gegliedert. Die Grundblätter sind einfach bis doppelt gefiedert, ihre Blattzipfel sind eiförmig und gelappt. Die Stängelblätter sind einfach gefiedert mit linealisch-lanzettlichen schmalen ungeteilten Blattzipfeln. Alle Laubblätter sind lang gestielt; ihre Stiele sind röhrig hohl und oft etwas aufgeblasen. Die Blattabschnitte letzter Ordnung sind rund, röhrig und länglich bis fast linealisch. Bei untergetauchten Wasserblättern sind die Blattzipfel schmal linealisch und denen des Fenchels (Foeniculum vulgare) ähnlich.

### Generative Merkmale
Die Blütezeit liegt zwischen Mai und August. Die endständigen doppeldoldigen Blütenstände besitzen zwei bis vier Strahlen, die etwa 1 bis 2 Zentimeter lang und zur Fruchtzeit verdickt sind. Nur die außenstehenden Blüten der Döldchen sind gestielt, die anderen sitzend, sodass sie zur Fruchtzeit eine Kugel bilden. Die Blüten der zuerst angelegten endständigen Doppeldolde sind vorwiegend zwittrig; die der später entstehenden achselständigen Doppeldolden sind vorwiegend männlich. Die Zahl der Hüllblätter ist 0 bis 2; Hüllchenblätter sind zahlreich vorhanden. Die Kelchzähne sind pfriemlich und oft über einen Millimeter lang. Die Kronblätter sind weiß oder rötlich; sie sind verkehrt herzförmig, stark ausgerandet mit schmalem Ausschnitt und breiten, sich etwas überdeckenden Lappen und einem eingeschlagenen Läppchen. Die Kronblätter der strahlenden Randblüten sind bis 4 Millimeter lang. Die Griffel verlängern sich und werden bis 3 oder 4 Millimeter lang und sind zur Fruchtzeit starr und fast stechend. Sie stehen dann spitzwinkelig voneinander ab. Die Griffel sind so lang wie die Frucht.
Die Frucht ist bei einer Länge von 3 bis 4 Millimetern zylindrisch oder konisch.

### Chromosomenzahl
Die Chromosomenzahl beträgt 2n = 22.

## Ökologie
Die Blüten werden von Dipteren, Hymenopteren und Coleopteren besucht.

## Vorkommen
Es gibt Fundortangaben für Marokko, Algerien, Tunesien, Spanien, Portugal, Frankreich, Korsika, Sardinien, Sizilien, Italien, die Schweiz, Deutschland, die Niederlande, Luxemburg, Belgien, das Vereinigte Königreich, Dänemark, Schweden, Ukraine, Polen, Tschechien, Österreich, Ungarn, die Slowakei, Kroatien, Slowenien, Serbien, Bosnien und Herzegowina, Montenegro, Albanien, Bulgarien, Rumänien, Griechenland, den europäischen sowie asiatischen Teil der Türkei, Iran, Aserbaidschan und Israel. Im Libanon ist die Ursprünglichkeit zweifelhaft.
Auf der Iberischen Halbinsel gedeiht der Röhrige Wasserfenchel in Höhenlagen von 0 bis 900 Metern.
Der Röhrige Wasserfenchel kommt in Mitteleuropa vor allem in Gesellschaften des Verbands Magnocaricion vor. Er kommt auf kalk- und nährstoffreichen Schlammböden auf sickernassen, zeitweise überschwemmten Standorten vor. Er ist wärmeliebend und gedeiht insbesondere im Tiefland auf versumpften Wiesen, an Ufern, Flutrinnen und in Gräben. Die vegetative Ausbreitungsform dominiert und so bauen sich auch ohne Frucht dichte, vitale Bestände auf. Der Röhrige Wasserfenchel benötigt regelmäßige Überschwemmung oder Wassereinstau.
Die ökologischen Zeigerwerte nach Landolt et al. 2010 sind in der Schweiz: Feuchtezahl F = 4+w+ (nass aber stark wechselnd), Lichtzahl L = 4 (hell), Reaktionszahl R = 3 (schwach sauer bis neutral), Temperaturzahl T = 4+ (warm-kollin), Nährstoffzahl N = 3 (mäßig nährstoffarm bis mäßig nährstoffreich), Kontinentalitätszahl K = 2 (subozeanisch).

### Gefährdung und Schutz
Oenanthe fistulosa hat in Deutschland keinen Schutzstatus, gilt in Europa und global jedoch als „stark gefährdet“ mit weiterhin rückläufiger Bestandsentwicklung. In Bayern ist der Röhrige Wasserfenchel vom Aussterben bedroht. Gefährdungsursachen sind Wassermangel durch fehlende Überflutung, mangelnde Gewässerdynamik und vieles mehr. Die Mithilfe der Landwirtschaft ist für das Überleben der Art zwingend notwendig. Die jährliche Grabenpflege ist eine wichtige Artenhilfsmaßnahme zur Sicherung, da offene Bodenstellen das Auskeimen erleichtern.

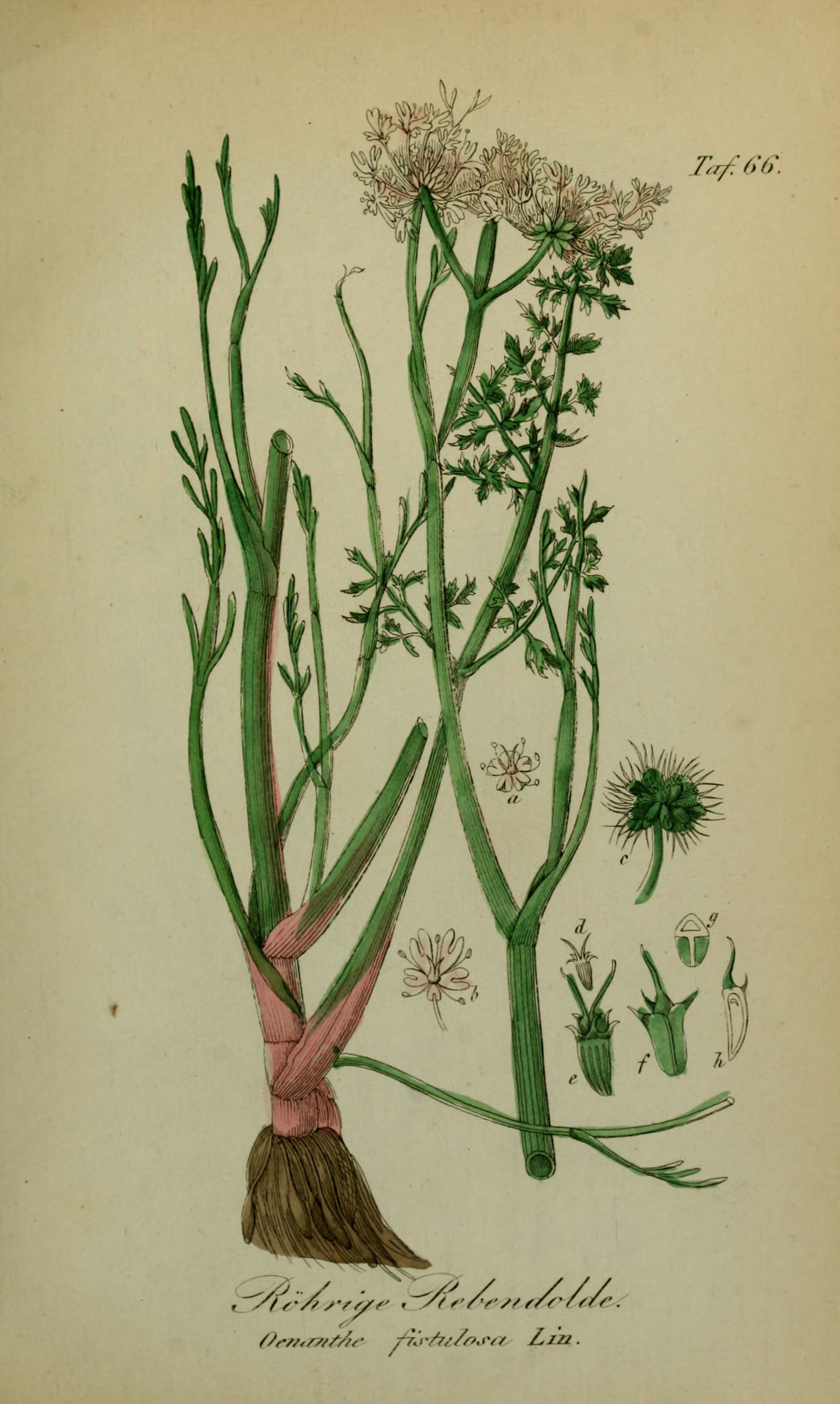
Illustration aus Sämmtliche Giftgewächse Deutschlands, Tafel 66

## Inhaltsstoffe
Der Röhrige Wasserfenchel enthält das Gift Oenanthotoxin.

## Taxonomie
Die Erstveröffentlichung von Oenanthe fistulosa erfolgte 1753 durch Carl von Linné in Species Plantarum, Tomus I, S. 254. Das Artepitheton fistulosa für röhrig bezieht sich auf das lateinische Wort für Röhre, da Blattzipfel und Doldenstrahlen hohl sind.